# Tmarus tuberculitibiis
Tmarus tuberculitibiis là một loài nhện trong họ Thomisidae.
Loài này thuộc chi Tmarus. Tmarus tuberculitibiis được Lodovico di Caporiacco miêu tả năm 1940.